# Vada
Un vada (sanskrit : वद, IAST : vaḍa ([vəɽɑː]) ; marathi : वडा ; tamoul : வடை ; télougou : వడ ; toulou : ವಡೆ ; kannada : ವಡೆ ; malayalam : വട), connu également sous le nom de vadai ou vade, est un en-cas salé de l'Inde du Sud.
Il en existe plusieurs déclinaisons à travers tout le sud du pays, dont les plus connus sont le medu vada (en) (consommé au petit déjeuner), le dahi (ou tahir) vada (mariné dans du yaourt), le vada pav (en) (sandwich) et le batata vada (aux pommes de terre). Il peut être accompagné de quelques sauces épicées comme le chutney, ou le sambal. Il est aussi servi aux festivals ou aux fêtes indiennes en tant qu'apéritif avec des rolls[Quoi ?] et des samoussas.
Les ilanthai vadai (parfois écrit elantha vadai) utilisent des jujubes.